# ميثاق العمل الوطني العراقي
وهو برنامج العمل الذي اتفق أعضاء تنظيم الضباط الوطنيين في العراق على صياغة بنوده ومنذ تاسيسه عام 1949 الهدف منه تغيير نظام الحكم من الملكي إلى الجمهوري، حيث نجح التنظيم بقلب نظام الحكم في 14 يوليو 1958.
اتصل تنظيم الضباط الوطنيين   أو الاحرار بالأحزاب المعارضة للاستفادة من كوادرها وخبراتها التنظيمية ولكن في النهاية اقتنعوا بأن تكون الحركة عسكرية خالصة حتى لا يملي عليهم أحد شروطه للانضمام وتم اعداد ما يسمى بميثاق العمل الوطني الذي يقوم على المبادئ التالية:
ضرورة اعلان الجمهورية بسبب تداعيات الحكم الملكي الذي تميز بما يلي:
1.لم يقم للعراق أي تطور خصوصا بعد مقتل الملك غازي وتولي عبد الاله وصاية العرش إبان الحرب العالمية الثانية. حيث سادت اجواء التخلف وتباطوء حركة البناء والعمران
2.تحول الحياة السياسية إلى حالة من الركود حيث انتابت الحركة النيابية الجمود وأصبح البرلمان لعبة بيد مراكز القوى السياسية كنوري السعيد وعبد الاله، اما الاحزاب فانحسر دور الاحزاب والقوى الوطنية وطفت على السطح الاحزاب الشكلية الخاوية من ايديولوجيات أو برامج العمل.
3.اضطهاد الاحرار والوطنيين من قادة الثورة الوطنية في مايو 1941 بزعامة رشيد عالي الكيلاني باشا وزملائه من الضباط الوطنيين.
4.ربط العراق بمعاهدات جائرة مع بريطانيا مست سيادته وهدرت ثرواته الوطنية وربطت العراق بالسياسة والاقتصاد البريطانية.
5.الانحياز للمعسكر الغربي في لعبة القوى الدولية وربط العراق باحلاف سياسية لتحقيق مصالح واستراتيجيات الدول العظمي دون النظر إلى المصلحة العراقية الوطنية كحلف المعاهدة المركزية السنتو الذي حول العراق إلى إحدى القواعد الاستراتيجية ضد الاتحاد السوفيتي.
6.تسلط النخبة السياسية وانتشار المحسوبية والفساد الإداري والمالي.
7.عدم الجدية في الوقوف مع القضايا العربية التي تمس الأمن الوطني العراقي كالحرب الفلسطينية الأولى عام 1948 برغم المشاركة الواسعة والفاعلة للجيش العراقي إلا أن تدخل الحكومة قوض النصر الحاسم في المعركة. وكذلك عدم الجدية بالوقوف مع مصر في العدوان الثلاثي عليها.
8.عدم حل المشكلات الداخلية كالتلكوء بمنح الاقليات الحقوق الثقافية، على الرغم من الإسهام السياسي الواسع للاقليات العرقية والطائفية في الحكم.
9.تشكيل مجلس السيادة ليتراس الدولة بصورة مؤقتة، يتمتع بسلطة رئيس الجمهورية وبكامل صلاحياته، ريثما يتم استفتاء الشعب وخلال ستة أشهر لانتخاب منصب رئيس الجمهورية ويضم أعضاء من تنظيم الضباط الوطنيين وعضوية شخصيات وطنية.
10.تشكيل حكومة من الضباط والسياسيين الوطنيين من مختلف الفئات والتيارات الممثلة للمجتمع العراقي.
11.اعلان تشكيل مجلس تشريعي يدير البلاد باسم المجلس الوطني لقادة الثورة ويكون في عضويته تنظيم الضباط الوطنيين.
12.اعلان حل مجلسي النواب والاعيان والدعوة لانتخابات برلمانية جديدة لانخاب أعضاء جدد للمجلسين.
13.يحترم العراق حق الأديان ويعتبر الإسلام أساس التشريع في الدولة والقانون.
14.التمسك بمباديء الديموقراطية في الحياة السياسية والعامة وان المعتقد حق مكفول لجميع المواطنين بشكل متساوي.
15.فسح المجال للاحزاب الوطنية بالعمل على ان لا ترتبط بجهات اجنبية أو تحقق المصالح الاجنبية.
16.التمسك بالوحدة الوطنية العراقية الكاملة لكافة الاعراق والطوائف والقوميات بشكل متاخي من خلال منح حقوق جميع فئات الشعب الحقوق الثقافية.
17.رتبط العراق برباط الأخوة مع الدول العربية والإسلامية.
18.يلتزم العراق بمبادئ الأمم المتحدة وكل الاتفاقات التي تصب في مصلحة الوطن والتي لاتمس من سيادته.
19.يعلن العراق بانه دولة مستقله استقلالا تاما في السياسة الداخلية ويسعى إلى تحرير اقتصاده من خلال تأميم ثرواته وخصوصا النفطية وبفك ارتباطه من التكتل الاقتصادي الاسترليني المرتبط باقتصاد دول الكومنولث وبريطانيا.
20.يعلن العراق بانه دولة مستقله في السياسة الخارجية ويفك ارتباطه باي مواثيق واحلاف اجنبية كحلف السنتو والتي تسعى لجعله اداة لتنفيذ السياسات والمصالح العليا للدول العظمى لكلا المعسكرين الغربي والشرقي.
21.يعلن العراق بانه دولة من دول عدم الانحياز ويلتزم بمقرارات مؤتمر باندونغ.
22.مناهضة النشاط الاستعماري الذي كبل العراق ودول العالم الثالث بضمنا الدول العربية بشتى صنوف الاستغلال والهيمنة.
23.مناهضة المد الشيوعي التواق للهيمنة على العالم سياسيا واقتصاديا.
24.تكفل الجمهورية العراقية حرية العمل الصحفي وذلك بمنح الصحف والاجنبية المحلية بالعمل.